# 마슈하드 도시철도

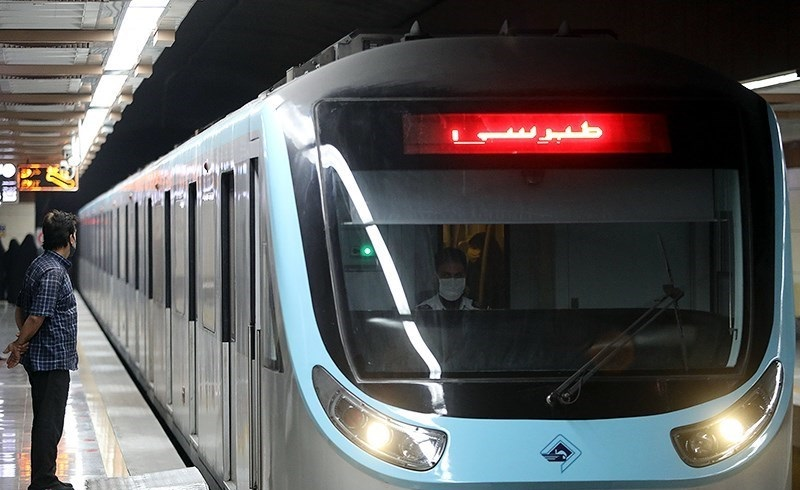
마슈하드 도시철도의 열차

마슈하드 도시철도(페르시아어: قطار شهری مشهد)는 이란 마슈하드의 도시철도 시스템이다. 1호선 건설은 1999년에 시작되었으며, 2011년 4월 24일에 개통되었다.